# Le Mesnil-Thomas
Le Mesnil-Thomas település Franciaországban, Eure-et-Loir megyében. Lakosainak száma 337 fő (2022. január 1.). Le Mesnil-Thomas Louvilliers-lès-Perche községgel határos.

## Népesség
A település népességének változása:
| Lakosok száma | 301  | 286  | 250  | 324  | 347  | 341  | 335  | 329  | 332  | 337  |
|               | 1968 | 1982 | 1990 | 2006 | 2013 | 2015 | 2017 | 2019 | 2020 | 2022 |